# Campylium pseudocomplexum
Campylium pseudocomplexum är en bladmossart som beskrevs av Brotherus 1908. Campylium pseudocomplexum ingår i släktet spärrmossor, och familjen Amblystegiaceae. Inga underarter finns listade i Catalogue of Life.